# آژنوریا
آژنوریا (انگلیسی: Agenoria) یک ایزد در فهرست خدایان رومی است. نام او احتمالاً از فعل لاتین agō، «کردن، راندن، رفتن» و وجه وصفی agēns گرفته شده‌است. او تنها توسط یکی از پدران کلیسا، آگوستین یاد و نامگذاری شده‌است، که او را در میان خدایان که به دوران کودکی اهمیت می‌دهند، قرار می‌دهد.